# بخش سلطان‌پور

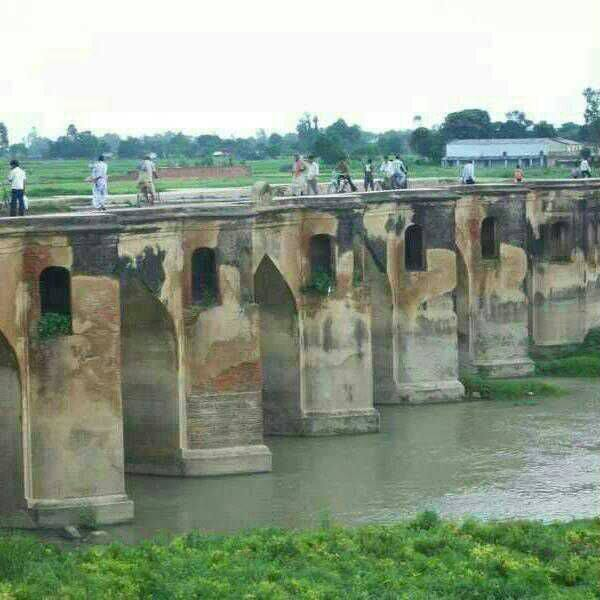
پل دوست‌پور در هندوستان

بخش سلطان‌پور (انگلیسی: Sultanpur district) از بخش‌های ایالت اوتار پرادش هند است.